# بخش آمبالا
بخش آمبالا (به انگلیسی: Ambala division) یک منطقهٔ مسکونی در هند است که در هاریانا واقع شده‌است.